# Otkrîtie Arena
Otkrîtie Arena (sau Stadionul Spartak) este un stadion multifuncțional din Moscova, Rusia. Construcția areneri a început în octombrie 2010, iar deschiderea stadionului a avut loc pe 27 august 2014. Capacitatea stadionului este de 45.360 de locuri.
Stadionul va găzdui în principal meciuri de fotbal, fiind stadionul de casă al clubului Spartak Moscova. Ocazional va găzdui și meciuri jucate de echipa națională de fotbal a Rusiei. Proiectul arenei a fost realizat de AECOM și Dexter Moren Associates. Finanțarea construcției a fost realizată de proprietarul Leonid Fedun prin companiile affiliate LUKoil și IFD Kapital.

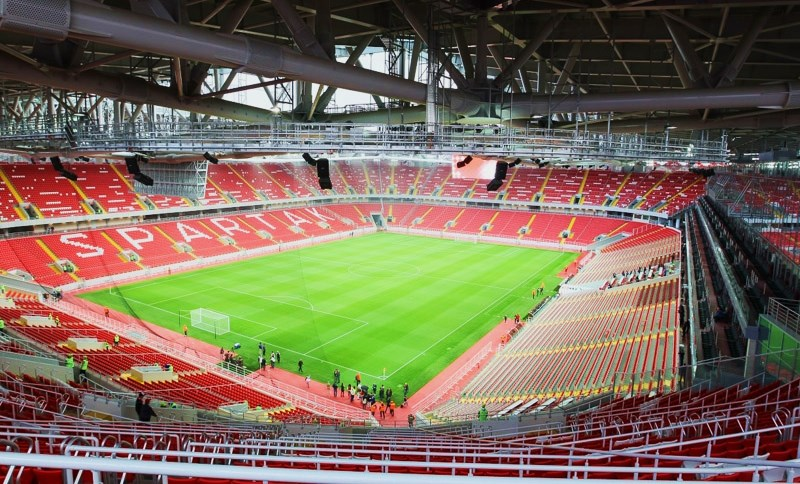
Interiorul Otkrîtie Arena

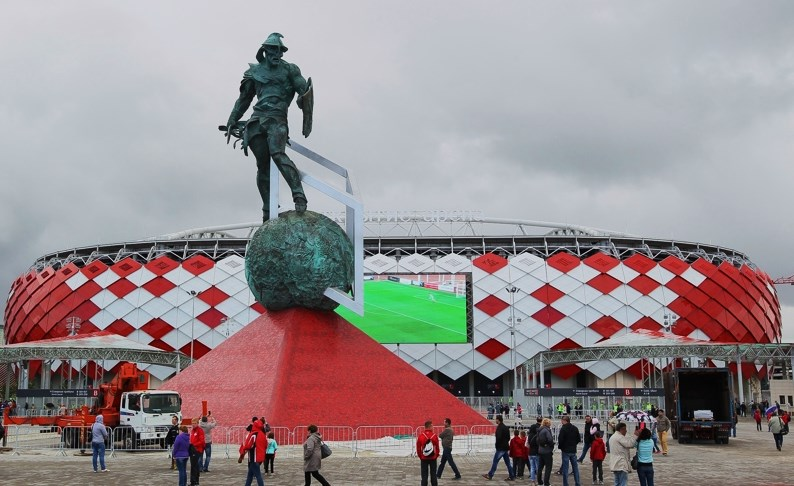
Scuarul din jurul Otkrîtie Arena

Stadionul a fost construit pe locul vechiului Aeroport Tușino.
Otkrîtie Arena va găzdui meciuri la Campionatul Mondial de Fotbal 2018, și posibil chiar meciul de deschidere, dacă Stadionul Lujniki va găzdui finala.